# 山内雅弘
山内 雅弘（やまうち まさひろ、1960年11月23日 - ）は、日本の作曲家。東京学芸大学教授。

## 略歴
宮城県仙台市生まれ。幼少期よりピアノを習い、中学・高校では吹奏楽部に所属。宮城県仙台第一高等学校在学時に作曲を志し、東京芸術大学音楽学部作曲科へ進学。1986年、同大学院音楽研究科作曲専攻修了。大学在学中の1983年、ニューヨーク・カーネギーホールにて行われたミュージック・フロム・ジャパン演奏会で「中棹三味線と管弦楽のための相響」を世界初演した。
作曲を本間雅夫、北村昭、八村義夫、南弘明、松村禎三、黛敏郎に師事。東京芸術大学作曲科非常勤講師、尚美ミュージックカレッジ専門学校講師などを経て、現在、東京学芸大学教授、日本現代音楽協会、深新会各会員。日本作曲家協議会副会長。
クラシック音楽を主とし、現代音楽に於いて、第一線で活動を続ける。電子音楽・CMソング・ゲーム主題歌など、ジャンルにとらわれず作曲活動を広げている。近年では特に、声楽曲・合唱曲を意欲的に発表し、これらの演奏家から厚い支持を受ける。

## 受賞・栄典
- 第1回日仏現代音楽作曲コンクール[1]入選
- クルーズ国際ピアノ会議作曲コンクール第1位
- シルクロード管弦楽作曲コンクール入賞
- 第17回日本交響楽振興財団[2]作曲賞入選
- 第23回日本交響楽振興財団作曲賞入選・日本交響楽振興財団奨励賞受賞
- 第11回朝日作曲賞（合唱組曲公募）佳作入選
- 文化庁舞台芸術創作奨励賞受賞
- 第16回朝日作曲賞（全日本吹奏楽コンクール課題曲公募）受賞
- 第16回朝日作曲賞（合唱組曲公募）受賞
- 第2回東京佼成ウインドオーケストラ作曲コンクール第1位（「宙の時（そらのとき）−吹奏楽のための」によって）
- 第21回芥川作曲賞受賞（「宙の形象（そらのかたち）ーピアノとオーケストラのための」によって）

## 主な作品

### 管弦楽[3]
- 管弦楽のための協奏曲（1992年）
- 宙の記憶－オーケストラのための（1993年）
- 風の輪廻－オーケストラのための（1993年）
- 管弦楽のためのシンフォニア（1996年）

- 浦和フィルハーモニー管弦楽団 創立10周年記念委嘱作品
- 風の糸－ヴァイオリンとオーケストラのための（1998年）
- 宙の形象[4]－ピアノとオーケストラのための（2010年）

- 第21回芥川作曲賞
- SPANDA－ヴィブラフォンとオーケストラのための－（2018年）

-オーケストラプロジェクト2018　東京オペラシティにて初演（2018年）

### 協奏曲
- 中棹三味線と管弦楽のための相響（1981年）
- 交響詩シルクロード（1990年）
- シンフォニック・モニュメント－ソプラノと男声合唱と管弦楽のための（1991年）

- 宮城県仙台第一高等学校創立百周年記念事業委嘱作品
- 風の糸－ヴァイオリンとオーケストラのための（1998年）
- チェロ協奏曲（2000年）
- 或る詩人の独白－テノール独唱とオーケストラのための（2001年）
- サクソフォーン協奏曲「風の肖像」（2006年）

### 吹奏楽
- 吹奏楽のためのシンフォニア（1999年）

- 管弦楽のためのシンフォニア（1996年）の第3楽章を編曲したもの
- 架空の伝説のための前奏曲（2005年）

- 2006年度全日本吹奏楽コンクール課題曲
- 未界－吹奏楽のための（2008年）

- 春日部共栄高等学校吹奏楽部委嘱作品
- 宙のとき－吹奏楽のための（2009年）

- 第2回東京佼成ウインドオーケストラ作曲コンクール第1位

### 室内楽
- 2台のピアノのためのインテグレーション（1984年）
- 陽炎たちの祭礼－4本のフルートのための（1984年）
- 時の断層－ピアノのための（1986年）
- 風の迷宮（1989年）
- 螺旋の記憶－フルートとヴァイオリンのための（1996年）
- 風たちの軌跡－5人の打楽器奏者のための（1997年）
- 3 Movements for Saxophone Orchestra（2007年）

### 合唱
- 女声合唱組曲 「四つの春の歌」（1999年）
- 女声合唱組曲 立原道造による「十四行の歌」（2000年）
- 混声合唱組曲 「猫のいる風景」（2004年）
- 混声合唱組曲 立原道造による「十四行の歌」（2004年）
- いなくなる（谷川俊太郎「子どもの肖像」から）（2005年）

-  2006年度全日本合唱コンクール課題曲
- すすきとお日さま（2005年）

- 発表当初の「金子みすゞの詩による合唱曲集」より改題
- 金子みすゞの詩による合唱曲集2（2006年）
- 無伴奏女声合唱のための「駿河茶摘みファンタジー」（2006年）
- 女声合唱組曲「天使のいろいろ」（2009年）

- 国立音楽大学Angelica 10周年記念作品公募 最優秀作品

### 声楽
- 中原中也による「春の歌」（1998年）
- 立原道造による「十四行の歌」（1999年）
- 立原道造による「十四行の歌」2（2000年）
- 金子みすゞの詩による歌曲集（2002年）
- 金子みすゞの詩による歌曲集2（2005年）

### 邦楽
- 流転の章－中棹三味線と尺八のための（1983年）
- 波の形象－尺八と十七絃のための（1987年）
- 波の残像－十七絃と二十絃のための（1988年）

### 電子音楽
- 風たちの軌跡（1991年）

### ゲーム音楽
- 予感（1995年）

- 「幻想水滸伝」（PlayStation・コナミ）CMソング
- 悲しみを燃やして（1996年）

- 「ヴァンダルハーツ〜失われた古代文明〜」（プレイステーション・コナミ）オープニングテーマ